# Wyżnie

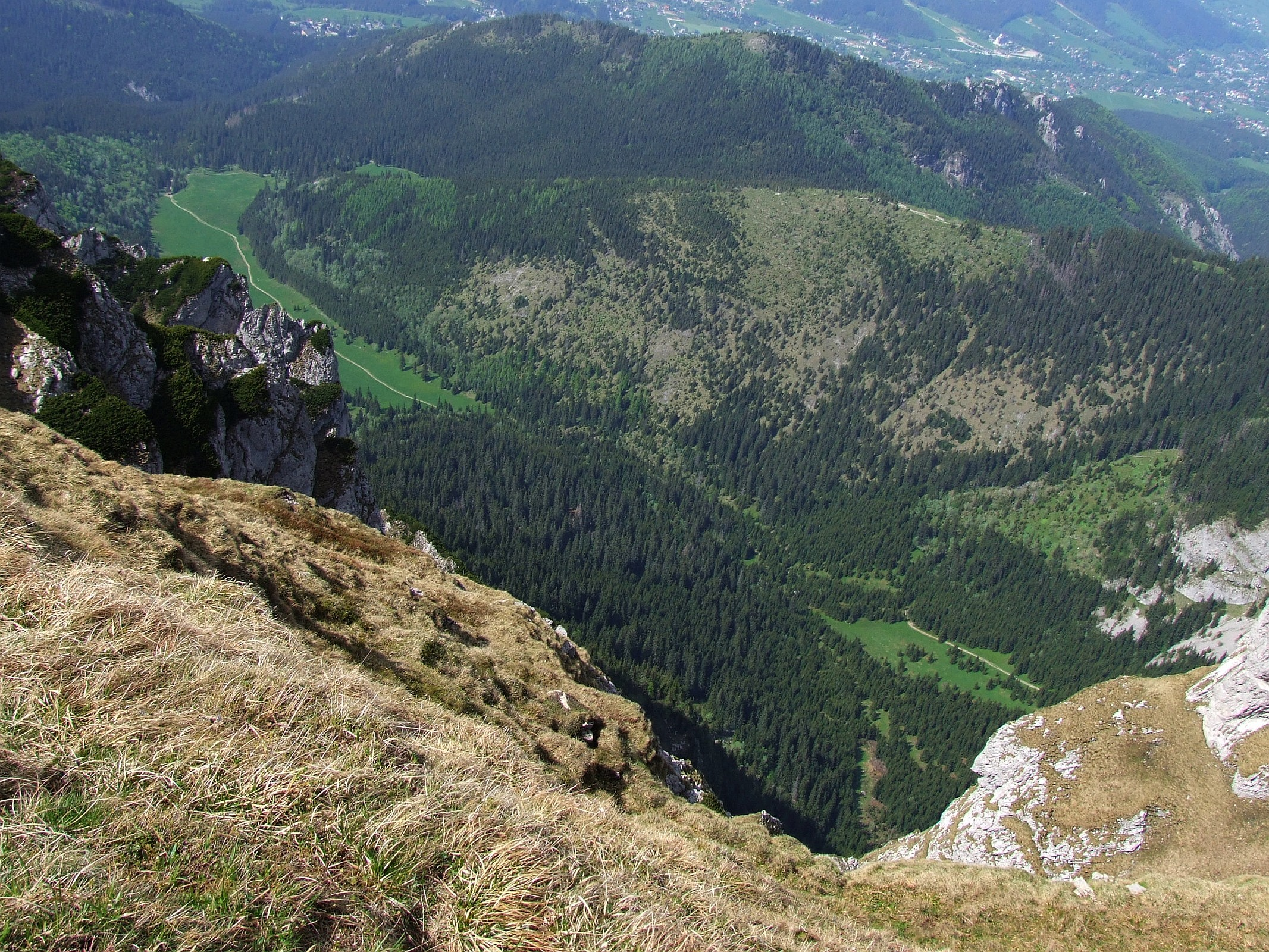
Wielka Polana Małołącka i Wyżnie. Widok z Czerwonego Grzbietu

Wyżnie lub Wyżnie Małołąckie – pochyła rówień w Dolinie Małej Łąki w Tatrach Zachodnich. Dawniej był to cyrk lodowcowy, który z czasem został zapełniony przez osady denudacyjne zniesione z gór przez wodę. Znajduje się na wysokości 1230–1270 m n.p.m., u podnóży Małego Giewontu, powyżej Wielkiej Polany Małołąckiej. Dawniej całkowicie trawiasta rówień była wypasana, wchodziła w skład Hali Mała Łąka, po zaprzestaniu wypasu stopniowo zarasta świerkowym lasem. Na zachodnim zboczu znajdują się Piargi pod Zagonem, do których spod Zagonnej Przełęczy opada szeroki żleb (a raczej zachód) zwany Zagonem. Z Małego Giewontu do Wyżniego uchodzą dwa żleby: Żleb z Progiem i Żleb Śpiących Rycerzy, a do górnej części Wyżniego Głazisty Żleb. Powyżej Wyżniego w dnie doliny, wzdłuż szlaku turystycznego, znajdują się duże bloki skał wapiennych, tzw. Kolebiska („skamieniałe szałasy”).
Ciekawa flora. M.in. stwierdzono tutaj występowanie przymiotna alpejskiego – bardzo rzadkiej rośliny, w Polsce występującej tylko w Tatrach i to w nielicznych tylko miejscach.

## Szlaki turystyczne
– żółty przez całą długość doliny z Gronika przez Wielką Polanę Małołącką, Wyżnie i Kondracką Przełęcz na Kopę Kondracką. Czas przejścia z Polany Małołąckiej na Kopę Kondracką: 2:35 h, ↓ 1:50 h